# Saison 2013 de la Currie Cup Premier Division
Navigation
Currie Cup 2012 Currie Cup 2014
La saison 2013 de la Currie Cup Premier Division voit s'affronter les six meilleures provinces d'Afrique du Sud du 10 août au 26 octobre 2013. La compétition est en deux phases. Lors de la première phase de la compétition, les équipes s'affrontent en matchs aller-retour. Les quatre premières sont qualifiées pour les demi-finales. L'équipe classée première affronte celle classée quatrième, et l'équipe classée seconde affronte celle classée troisième.
La compétition est remportée par les Natal Sharks qui dominent la Western Province en finale sur le score de 33 à 19. Les Pumas retrouvent une place en Premier Division après voir battu les Griquas en matchs de barrage.

## Équipes participantes
La compétition oppose pour la saison 2013 les six meilleures provinces sud-africaines de rugby à XV :
| - Blue Bulls - Free State Cheetahs - Golden Lions | - Griquas - Natal Sharks - Western Province |

## Résumé des résultats

### Classement de la phase régulière
| Rang | Province            | J  | V | N | D | Bo | Bd | Pm  | Pe  | Diff | Pts |
| ---- | ------------------- | -- | - | - | - | -- | -- | --- | --- | ---- | --- |
| 1    | Western Province    | 10 | 8 | 2 | 0 | 1  | 0  | 245 | 201 | +44  | 37  |
| 2    | Natal Sharks        | 10 | 7 | 0 | 3 | 2  | 3  | 271 | 223 | +48  | 33  |
| 3    | Free State Cheetahs | 10 | 5 | 0 | 5 | 3  | 3  | 262 | 238 | +24  | 26  |
| 4    | Golden Lions        | 10 | 4 | 1 | 5 | 5  | 3  | 326 | 296 | +30  | 26  |
| 5    | Blue Bulls          | 10 | 3 | 1 | 6 | 2  | 1  | 225 | 253 | -28  | 17  |
| 6    | Griquas             | 10 | 1 | 0 | 9 | 1  | 6  | 208 | 326 | -118 | 11  |

|  | Qualifiés pour la phase finale (no 1, no 2, no 3, no 4). |
|  | Dispute le barrage contre le 1er de la First Division    |

Attribution des points : victoire sur tapis vert : 5, victoire : 4, match nul : 2, défaite : 0, forfait : -2 ; plus les bonus (offensif : 4 essais marqués ; défensif : défaite par 7 points d'écart maximum).
Règles de classement : ?

### Phase finale
|  | Demi-finales                                     | Demi-finales                                   |                      |    | Finale                                         | Finale                                         |
|  | Demi-finales                                     | Demi-finales                                   |                      |    | Finale                                         | Finale                                         |
|  |                                                  |                                                |                      |    |                                                |                                                |
|  | le 19 octobre 2013 au Newlands Stadium, Le Cap   | le 19 octobre 2013 au Newlands Stadium, Le Cap |                      |    | le 26 octobre 2013 au Newlands Stadium, Le Cap | le 26 octobre 2013 au Newlands Stadium, Le Cap |
|  | le 19 octobre 2013 au Newlands Stadium, Le Cap   | le 19 octobre 2013 au Newlands Stadium, Le Cap |                      |    | le 26 octobre 2013 au Newlands Stadium, Le Cap | le 26 octobre 2013 au Newlands Stadium, Le Cap |
|  | [1] Western Province                             | 33                                             |                      |    | le 26 octobre 2013 au Newlands Stadium, Le Cap | le 26 octobre 2013 au Newlands Stadium, Le Cap |
|  | [1] Western Province                             | 33                                             |                      |    | le 26 octobre 2013 au Newlands Stadium, Le Cap | le 26 octobre 2013 au Newlands Stadium, Le Cap |
|  | [4] Golden Lions                                 | 16                                             |                      |    | le 26 octobre 2013 au Newlands Stadium, Le Cap | le 26 octobre 2013 au Newlands Stadium, Le Cap |
|  | [4] Golden Lions                                 | 16                                             | [1] Western Province | 19 |                                                |                                                |
|  | le 19 octobre 2013 au Kings Park Stadium, Durban |                                                | [1] Western Province | 19 |                                                |                                                |
|  |                                                  | [2] Natal Sharks                               | 23                   |    |                                                |                                                |
|  | [2] Natal Sharks                                 | [2] Natal Sharks                               | 23                   | 33 |                                                |                                                |
|  | [2] Natal Sharks                                 |                                                |                      | 33 |                                                |                                                |
|  | [3] Free State Cheetahs                          | 22                                             |                      |    |                                                |                                                |
|  | [3] Free State Cheetahs                          | 22                                             |                      |    |                                                |                                                |

## Résultats détaillés

### Résultats des matchs de la phase régulière

#### Tableau synthétique des résultats
L'équipe qui reçoit est indiquée dans la colonne de gauche.
| Province            | BLU   | FSC   | GRI   | LIO   | NAT   | WES   |
| ------------------- | ----- | ----- | ----- | ----- | ----- | ----- |
| Blue Bulls          |       | 26-10 | 15-9  | 23-62 | 16-18 | 18-29 |
| Free State Cheetahs | 22-7  |       | 40-20 | 26-23 | 15-18 | 27-29 |
| Griquas             | 10-52 | 21-52 |       | 32-38 | 24-25 | 19-20 |
| Golden Lions        | 35-26 | 29-30 | 35-28 |       | 25-31 | 31-31 |
| Natal Sharks        | 34-18 | 50-26 | 30-32 | 33-25 |       | 13-17 |
| Western Province    | 24-24 | 15-14 | 19-13 | 36-23 | 25-19 |       |

|  | Victoire à domicile |  | Match nul |  | Défaite à domicile |

#### Détail des résultats
Les points marqués par chaque équipe sont inscrits dans les colonnes centrales (3-4) alors que les essais marqués sont donnés dans les colonnes latérales (1-6). Les points de bonus sont symbolisés par une bordure bleue pour les bonus offensifs (quatre essais ou plus marqués), orange pour les bonus défensifs (défaite avec au plus sept points d'écart), rouge si les deux bonus sont cumulés. 

### Demi-finales
| 19 octobre 2013 14 h 30 UTC+02:00 | Western Province | 33 – 16 (18 – 9) | Golden Lions                                                                                        | Newlands Stadium, Le Cap 31 719 spectateurs Arbitre : Marius Jonker |
| 19 octobre 2013 14 h 30 UTC+02:00 | Essai(s) : Catrakilis (23e), Aplon (37e) Transformation(s) : Catrakilis (24e) Pénalité(s) : Catrakilis 5 (18e, 40e, 49e, 52e, 72e), Coleman 2 (77e, 80e) Carton(s) jaune(s) : Ntubeni (73e) |                  | Essai(s) : Whiteley (74e) Transformation(s) : Boshoff (75e) Pénalité(s) : Jantjies 3 (6e, 21e, 30e) | Newlands Stadium, Le Cap 31 719 spectateurs Arbitre : Marius Jonker |
| 19 octobre 2013 14 h 30 UTC+02:00 | |                  | | Newlands Stadium, Le Cap 31 719 spectateurs Arbitre : Marius Jonker |

| 19 octobre 2013 17 h 00 UTC+02:00 | Natal Sharks | 33 – 22 (16 – 7) | Free State Cheetahs | Kings Park Stadium, Durban Arbitre : Marius van der Westhuizen |
| 19 octobre 2013 17 h 00 UTC+02:00 | Essai(s) : Lambie (38e), Botes (51e), Williams (67e) Transformation(s) : Lambie 3 (39e, 52e, 68e) Pénalité(s) : Lambie 4 (7e, 31e, 40e, 63e) Carton(s) jaune(s) : Du Plessis (65e) |                  | Essai(s) : Labuschagné (3e), Sadie (65e), Van der Merwe (74e) Transformation(s) : Smit (4e), Goosen (66e) Pénalité(s) : Goosen (47e) Carton(s) jaune(s) : Van Zyl (58e) | Kings Park Stadium, Durban Arbitre : Marius van der Westhuizen |
| 19 octobre 2013 17 h 00 UTC+02:00 | |                  | | Kings Park Stadium, Durban Arbitre : Marius van der Westhuizen |

### Finale
| 26 octobre 2013 17 h 00 UTC+02:00 | Western Province | 19 – 33 (13 – 19) | Natal Sharks | Newlands Stadium, Le Cap Arbitre : Jonathan Kaplan |
| 26 octobre 2013 17 h 00 UTC+02:00 | Essai(s) : De Allende (9e) Transformation(s) : Catrakilis (10e) Pénalité(s) : Catrakilis 3 (26e, 34e, 43e), Coleman (55e) |                   | Essai(s) : McLeod 2 (5e, 57e) Transformation(s) : Lambie (6e) Pénalité(s) : Lambie 5 (3e, 22e, 40e, 45e, 79e) Drop(s) : Lambie 2 (27e, 52e) | Newlands Stadium, Le Cap Arbitre : Jonathan Kaplan |
| 26 octobre 2013 17 h 00 UTC+02:00 | |                   | | Newlands Stadium, Le Cap Arbitre : Jonathan Kaplan |

## Promotion-relégation
| octobre 2013 19 h 10 UTC+02:00 | Griquas                                                                                               | 21 – 19 (0 – 13) | Pumas | GWK Park, Kimberley Arbitre : Jonathan Kaplan |
| octobre 2013 19 h 10 UTC+02:00 | Essai(s) : Greeff (56e), Stemmet (61e), Schoeman (79e) Transformation(s) : Prinsloo 3 (57e, 62e, 80e) |                  | Essai(s) : Louw (22e) Transformation(s) : Bezuidenhout (22e) Pénalité(s) : Bezuidenhout 2 (3e, 10e), Roos 2 (65e, 73e) | GWK Park, Kimberley Arbitre : Jonathan Kaplan |
| octobre 2013 19 h 10 UTC+02:00 | |                  | | GWK Park, Kimberley Arbitre : Jonathan Kaplan |

| octobre 2013 19 h 10 UTC+02:00 | Pumas | 33 – 15 (16 – 12) | Griquas                                                                              | Stade Mbombela, Nelspruit Arbitre : Craig Joubert |
| octobre 2013 19 h 10 UTC+02:00 | Essai(s) : Watermeyer (4e), de pénalité (51e), Speckman (77e) Transformation(s) : Roos 3 (5e, 52e, 78e) Pénalité(s) : Roos 3 (18e, 22e, 71e) Drop(s) : Roos (37e) Carton(s) jaune(s) : Bothma (23e) |                   | Pénalité(s) : Prinsloo 5 (3e, 13e, 24e, 34e, 66e) Carton(s) jaune(s) : Stemmet (51e) | Stade Mbombela, Nelspruit Arbitre : Craig Joubert |
| octobre 2013 19 h 10 UTC+02:00 | |                   |                                                                                      | Stade Mbombela, Nelspruit Arbitre : Craig Joubert |